# Mecanismos de la defensa del yo
Los Mecanismos de la defensa del yo son estrategias que se utilizan sin darse cuenta, cuya función es preservar la autoimagen e intimidad del individuo. Estos mecanismos son las formas inconscientes que tiene el ser humano para que las circunstancias de frustración y conflicto prevalezcan “reprimidas”, reduciendo de este modo la ansiedad y la agresividad que nos puedan producir.

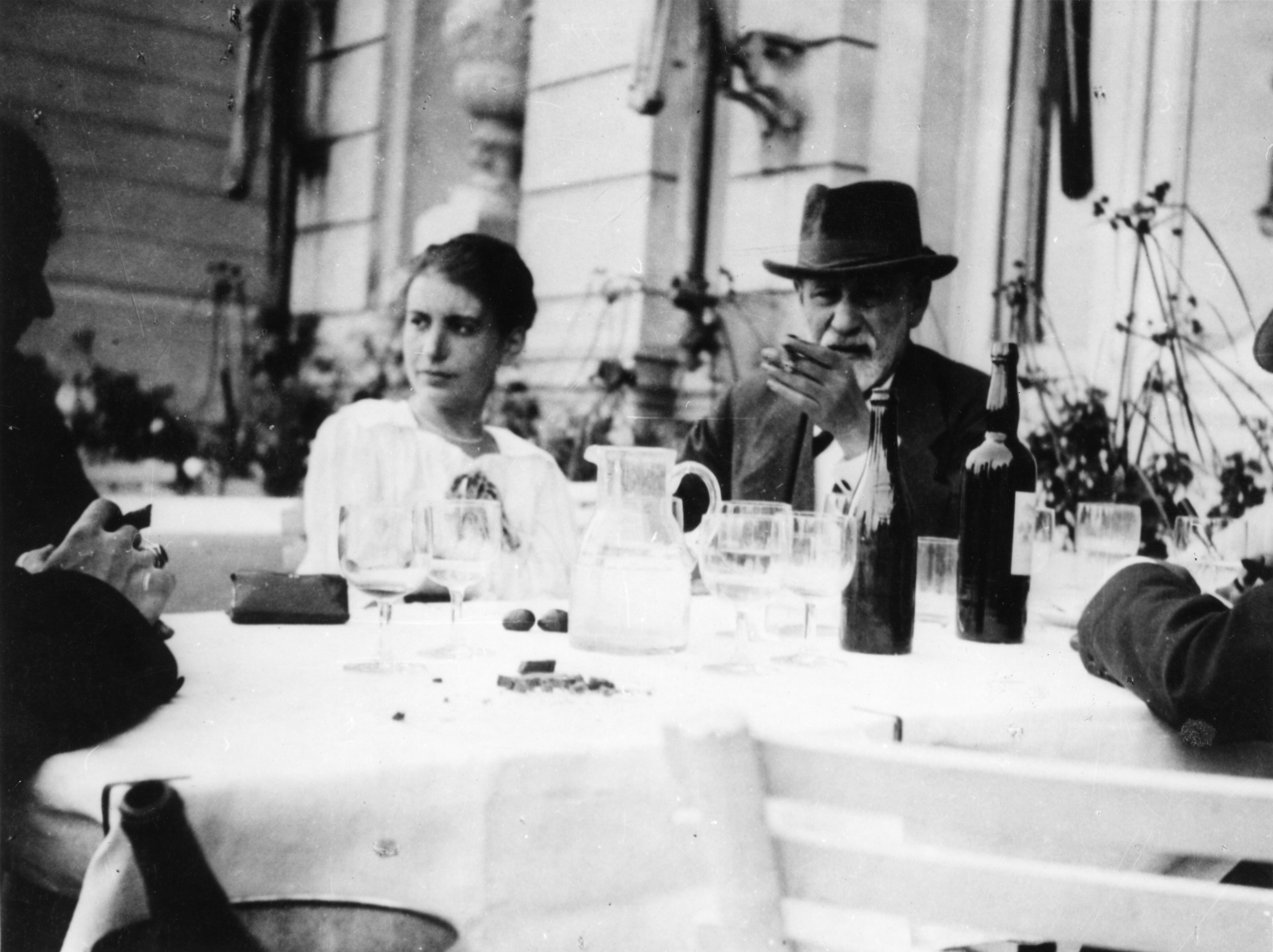
Anna y Sigmund Freud en el sexto congreso internacional de psicoanálisis, La Haya (1920).

Los mecanismos de defensa fueron descritos por primera vez por Sigmund Freud, pero fue su hija Anna Freud quien profundizó en ellos realizando una primera clasificación.
Los mecanismos de defensa son estrategias para frenar el malestar de ciertas vivencias y los sentimientos asociados a ellas. En algunos casos incluso, estas estrategias de los mecanismos defensivas del Yo sirven para garantizar la supervivencia.
Según la psicología, los mecanismos de defensa pueden ser clasificados según cuatro criterios: Narcisistas, neuróticos, maduros e inmaduros.

## Uso en la vida cotidiana
- Aislamiento afectivo: se huye del conflicto separando las ideas de los afectos. Ejemplo: un estudiante de biología sacrifica a un animal sin preocuparse por su derecho a la vida o su estado emocional.
- Compensación: es ocultar el fracaso en una actividad buscando el triunfo en otra. Ejemplo: una persona poco atractiva físicamente que desarrolla habilidades musicales extraordinarias.
- Desplazamiento: consiste en descargar sentimientos hostiles sobre personas u objetos que no suscitaron las emociones. Ejemplo: un padre que pega a su hijo porque ha reñido con su mujer.
- Fantasía: supone realizar con la imaginación aquello que no podemos conseguir en la realidad. Ejemplo: un tímido puede imaginarse a sí mismo siendo "el alma de la fiesta".
- Identificación: implica incorporar, como propias, ciertas características ajenas.
- Es una necesidad evolutiva de los niños que se apropian de cualidades de las personas que admiran. La identificación será positiva si proporciona ideales o finalidades loables, y negativa si es exagerada (cuando alguien se cree Napoleón Bonaparte).
- Formación reactiva: consiste en adoptar o expresar sentimientos contrarios a los verdaderos. Alguien puede decir "no me volveré a enamorar jamás" y presentarse ante los demás con una "Coraza" para proteger su vulnerabilidad y evitar nuevos desengaños.
- Negación: se trata de ignorar las realidades desagradables y así no enfrentarse a ellas. Por ejemplo, preocuparse demasiado por el trabajo para olvidar los problemas personales. Ya lo advierte el refranero: "No hay peor ciego que el que no quiere ver".
- Proyección: consiste en atribuir nuestros defectos, faltas, pensamientos o deseos inaceptables a otros. Pensamos que nuestra pareja nos puede ser infiel, porque nosotros lo hemos sido o deseamos serlo. El refrán que dice "Cree el ladrón que todos son de su condición", expresa este mecanismo.
- Racionalización: con este mecanismo se pretende justificar las ideas o conductas propias ante el temor de que no sean aceptadas por los demás. Es el aso de un estudiante que recibe un reporte y dice a sus padres que le cae mal al maestro.
- Regresión: se pretende volver a una fase anterior del desarrollo ante situaciones de estrés o ansiedad. A veces un niño, al nacer su hermano, se comporta como si fuese más pequeño para recibir más afecto de sus padres.
- Represión: consiste en impedir que pensamientos y sentimientos dolorosos o peligrosos, que generan ansiedad, entren en la conciencia, como tener el deseo de herir a otra persona.
- Sublimación: según Sigmund Freud, muchos impulsos (agresivos y sexuales) considerados inaceptables por el sujeto son desviados hacia actividades superiores o sublimes: actividades artísticas, intelectuales o de ayuda social. El deseo sexual puede sublimarse escribiendo cartas de amor. Freud postula que la energía libidinal humana puede desligarse de su función biológica ordinaria de reproducción sexual. Este peculiar atributo permite, como si se dijera, enamorarse de ideas o ideales con tanta frecuencia como un hombre y una mujer presos de su atracción sexual.